# Karl Schickhardt (Maler)

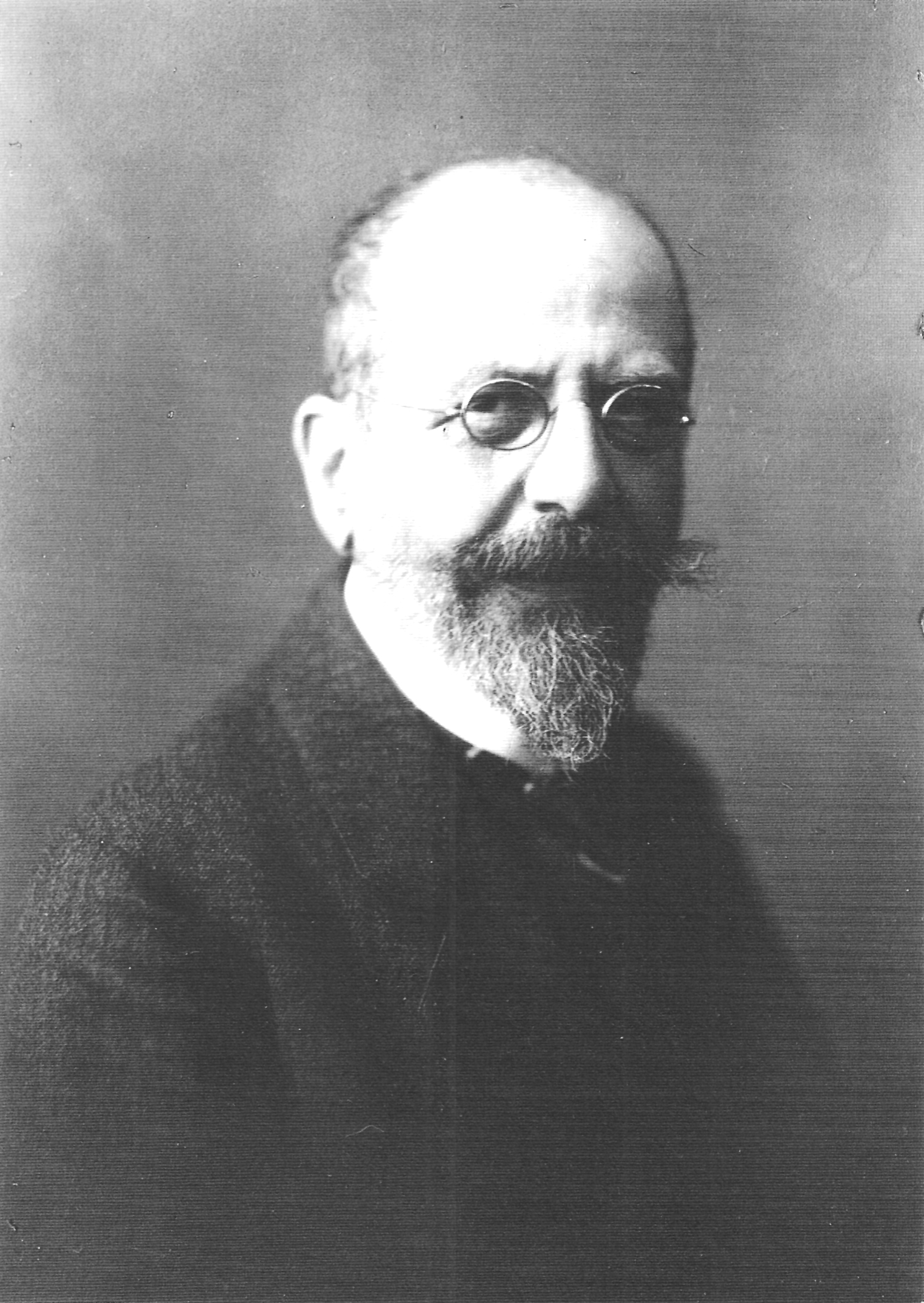
Karl Schickhardt (um 1910)

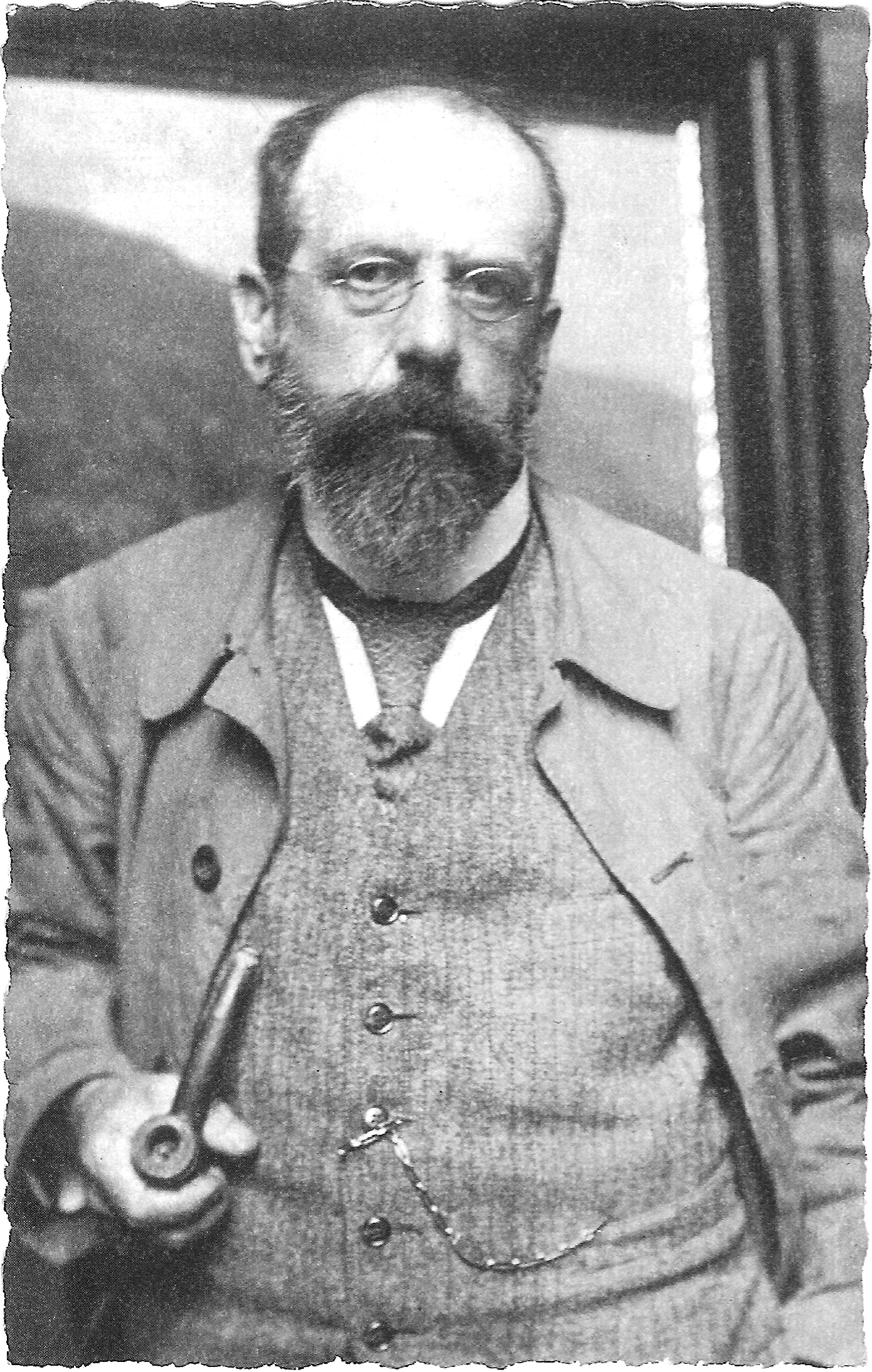
Karl Schickhardt (um 1915)

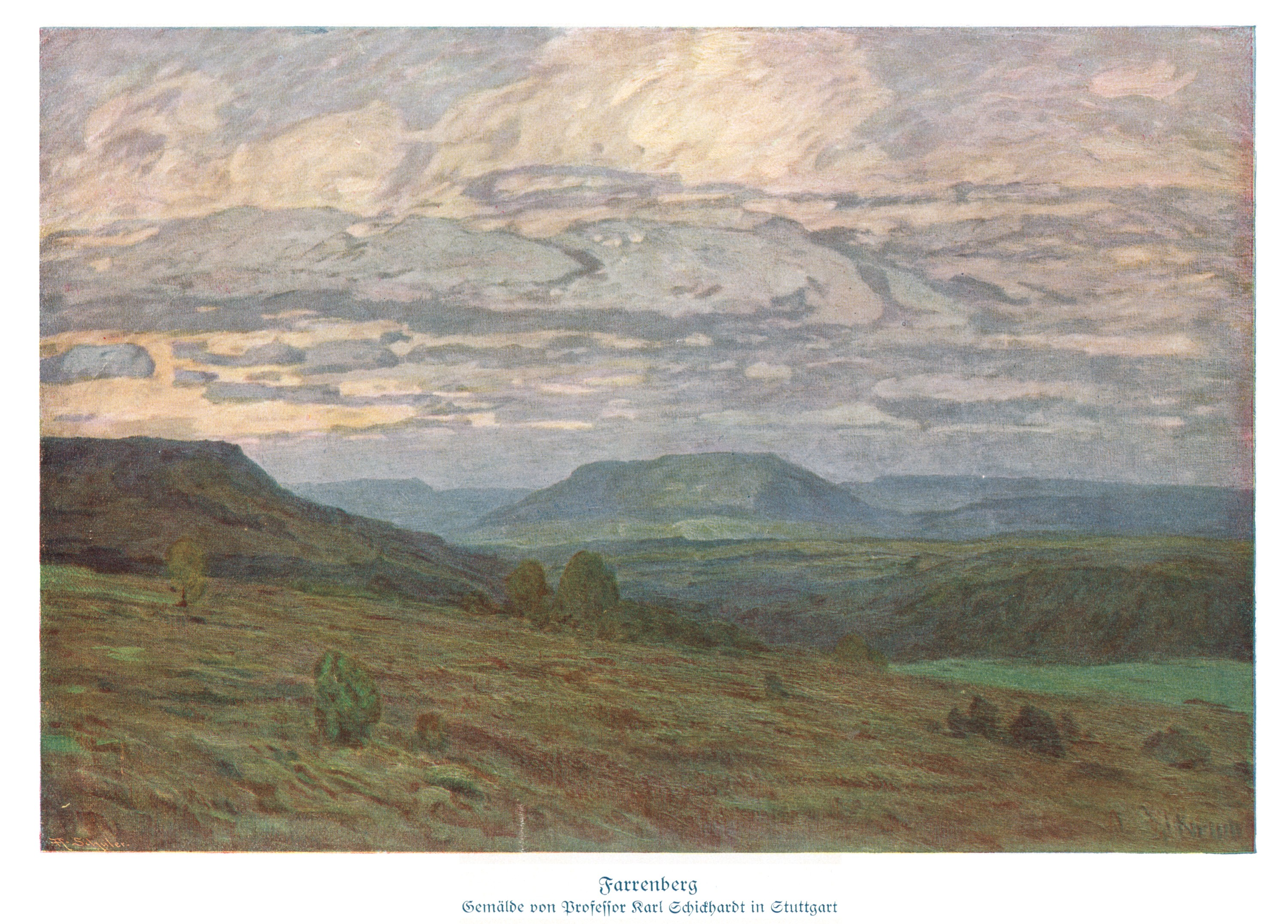
Farrenberg (Öl auf Leinwand, vor 1914)

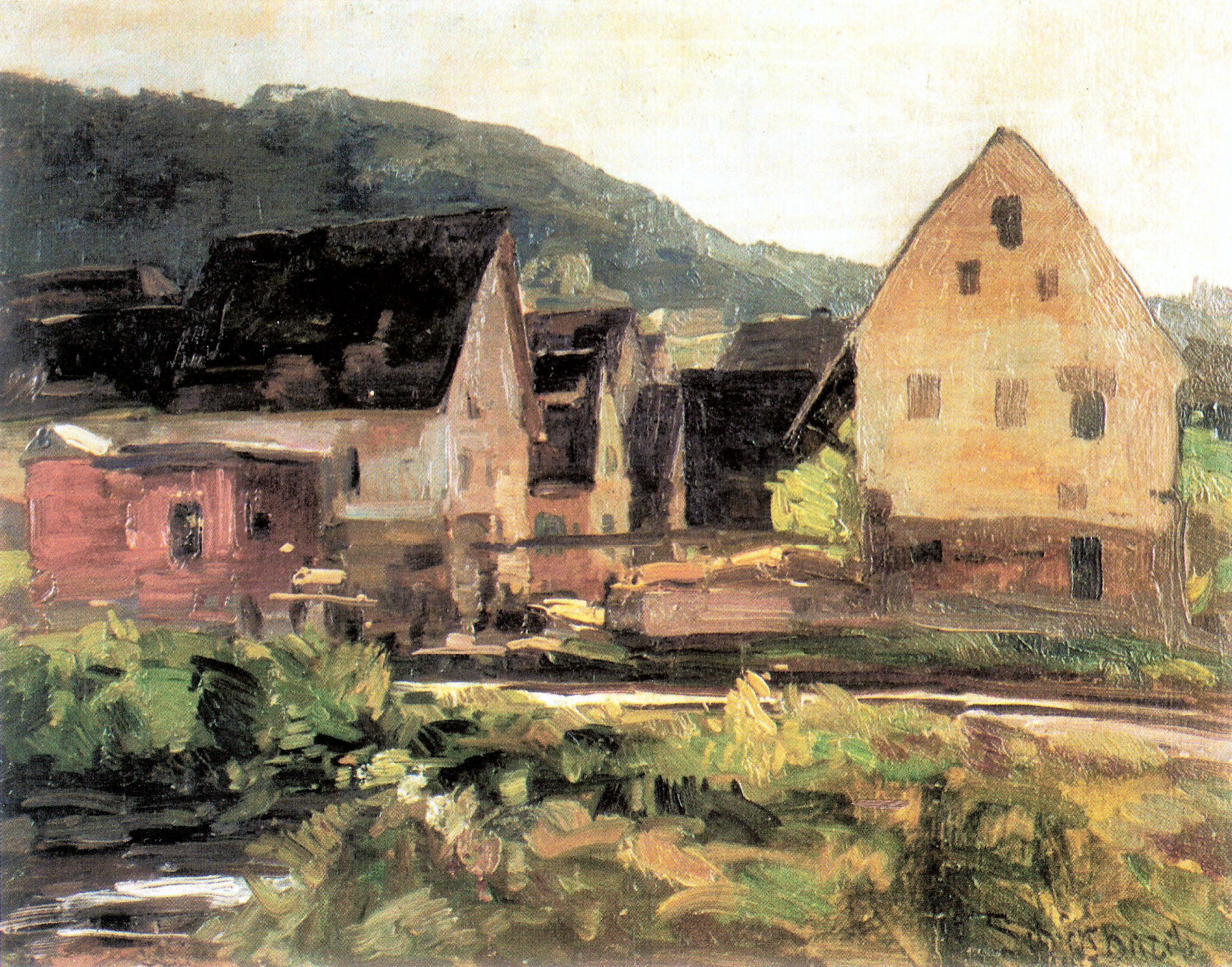
Stangelsche Mühle in Bad Niedernau (Öl auf Leinwand, 1924)

Uferstück am Bodensee

Neckar bei Rottenburg

Stürmische Landschaft

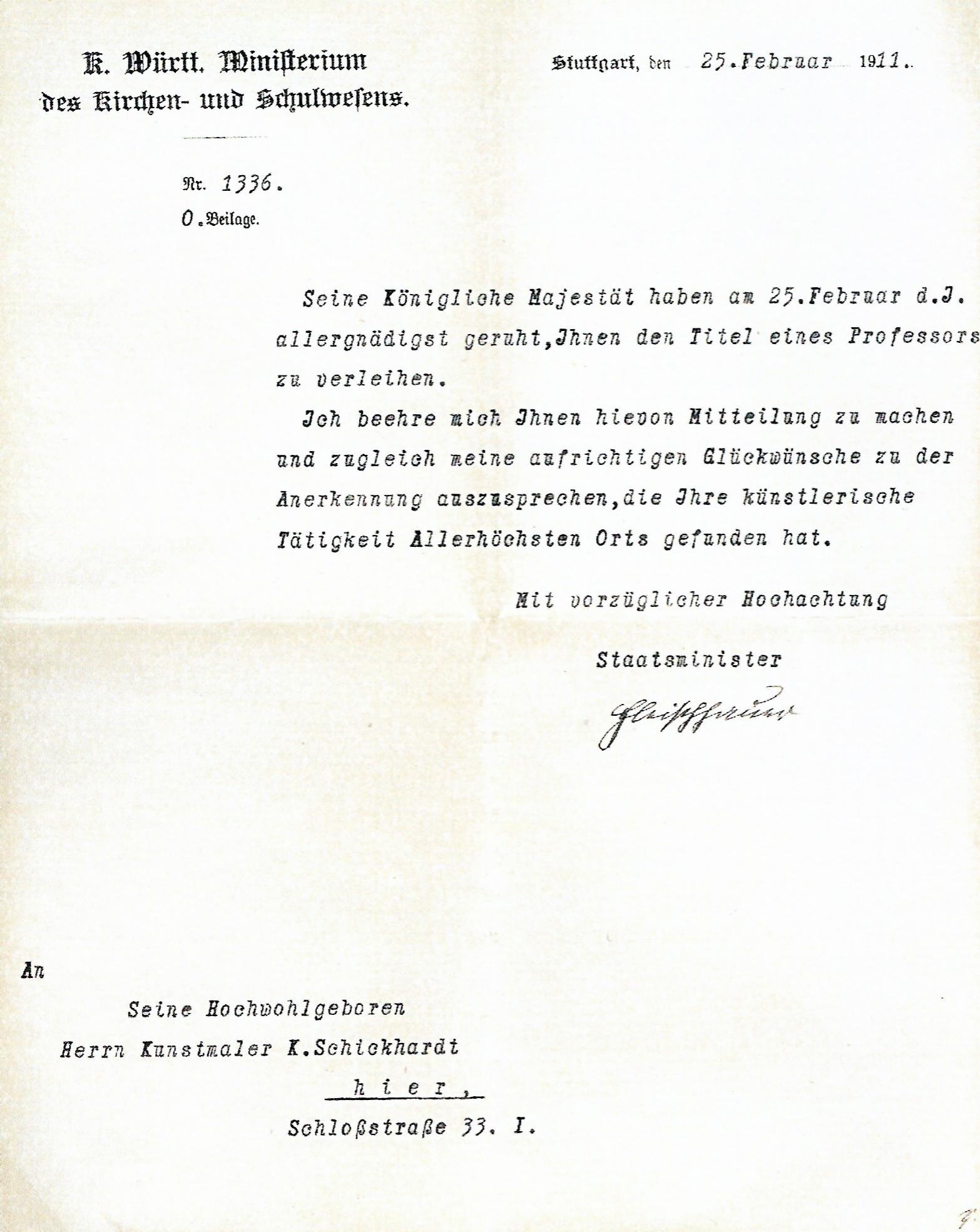
Schriftstück, das Verleihung des Professorentitels Karl Schickhardt beurkundet

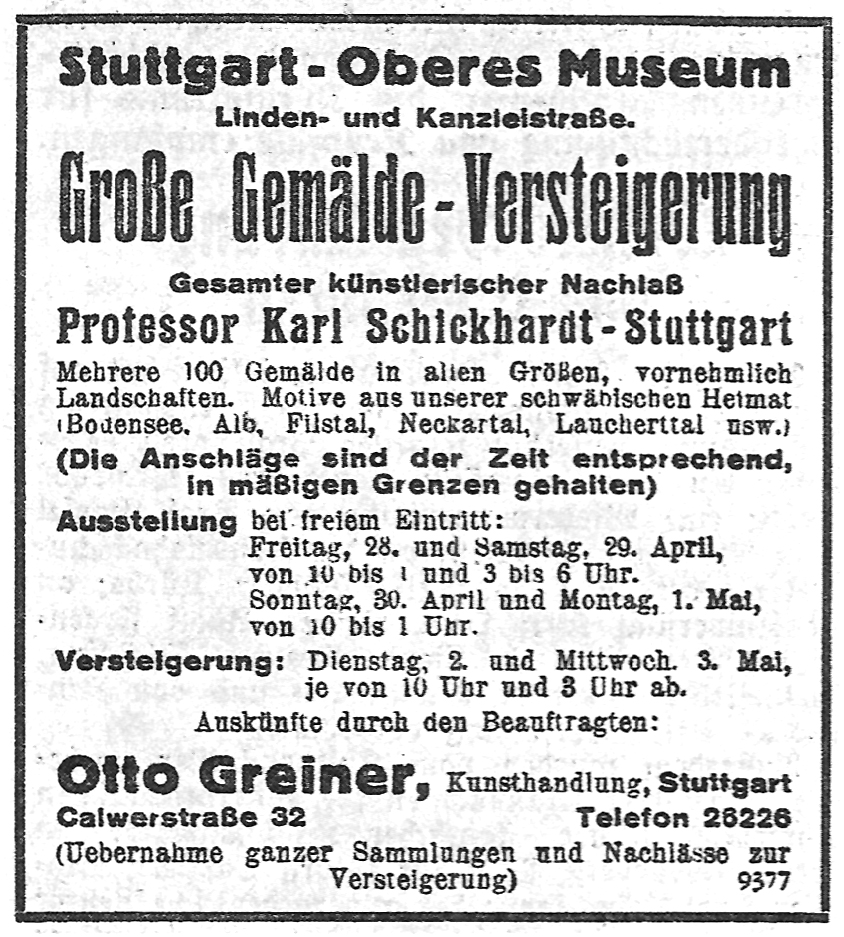
Anzeige über die Versteigerung der Gemälde Karl Schickhardts

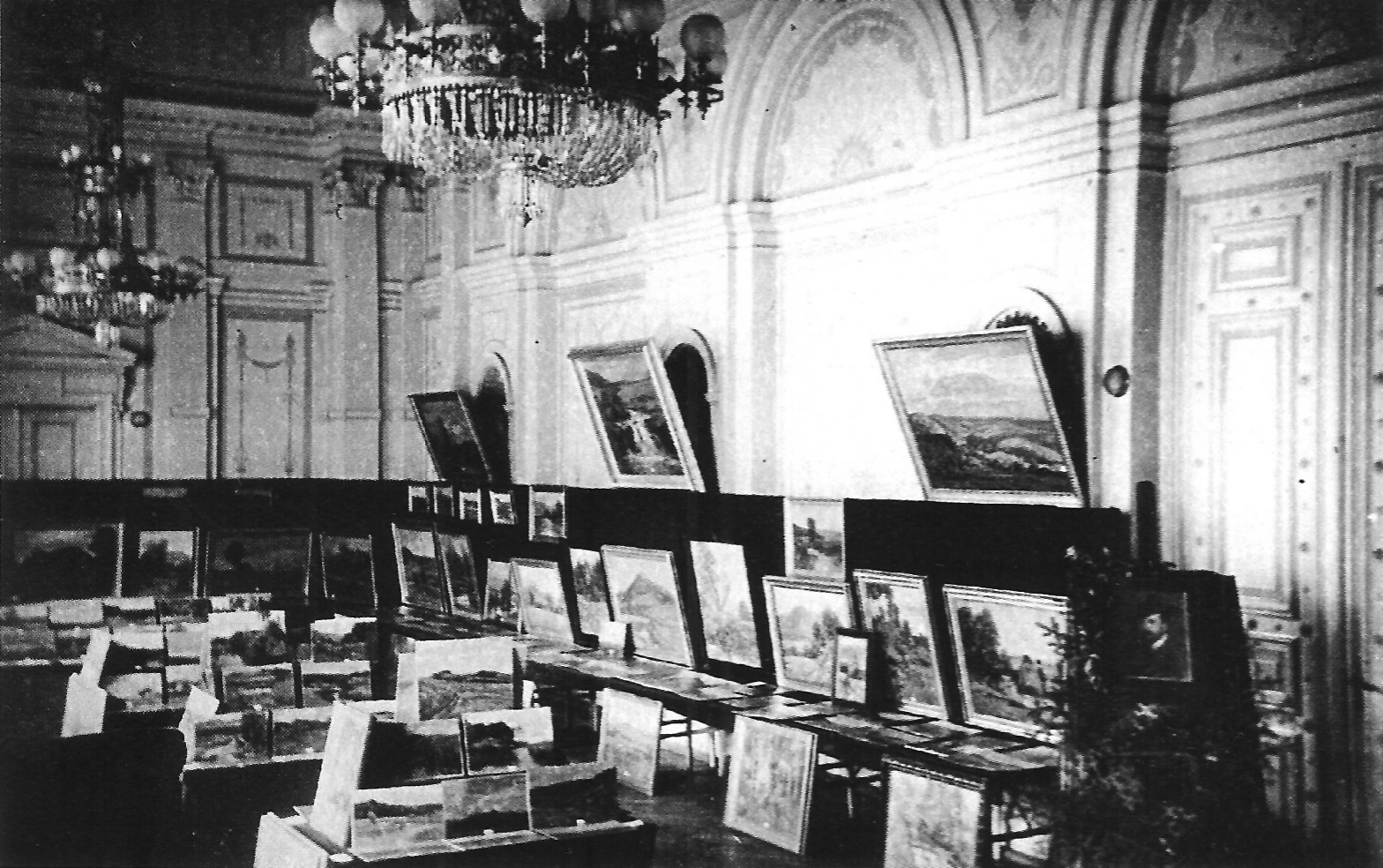
Ausstellung der Gemälde Karl Schickhardts im Oberen Museum in Stuttgart vor der Versteigerung

Karl Schickhardt (* 7. Juli 1866 in Eßlingen; † 7. Februar 1933 in Stuttgart) war ein württembergischer Landschaftsmaler und Dozent an der Kunstschule Stuttgart. In seinen Bildern porträtierte er seine schwäbische Heimat, besonders häufig die Schwäbischen Alb.

## Leben

### Jugend und Ausbildung
Karl Schickhardt war ein Sohn des Oberjustizrats in Esslingen, der später Oberamts-Richter in Esslingen und Stuttgart, sowie Landgerichtsdirektor in Stuttgart war, Hermann Schickhardt (1826–1880) und dessen Frau Rosalie Karoline geb. Brodhag (1834–1902), die aus einer angesehenen Industriellenfamilie stammte. Die Familien ihrer Eltern waren Eigentümer der überregional bekannten Tuchfabrik Gebrüder Hardtmann in Esslingen, die allerdings 1869/70 in Konkurs ging. Schickhardt hatte einen Burder und zwei Schwestern: der ältere Bruder Hermann (1863–1895) wurde praktischer Arzt in München, die ältere Schwester Rosalie (1857–1904) blieb unverheiratet, die jüngere Schwester Gabriele (* 1875) heiratete den Ludwigshafener Direktor Hugo Köbel.
Nach dem Gymnasium studierte Schickhardt mit Befürwortung seiner Mutter (sein Vater war bereits verstorben) an der Stuttgarter Kunstschule (heute Staatliche Akademie der Bildenden Künste Stuttgart) in den Jahren 1884–1887 bei Albert Kappis und Jakob Grünenwald. Danach in den Jahren 1887–1892 war er Privatschüler von Josef Wenglein in München, bei dem er sich speziell mit der Landschaftsmalerei befasste. Von München aus machte er Studienreisen nach Oberbayern, „zu den alten Städten am Neckar“ und nach Hohenlohe. Er unternahm in dieser Zeit auch eine Reise nach Italien.

### Schickhardt als Maler und Dozent
Seit dem Herbst 1892 wohnte Schickhardt wieder in Stuttgart, wo er die Stelle eines Dozenten an der Kunstschule bekam und in seinem Atelier in der Urbanstraße 53 malte voll Begeisterung ausschließlich schwäbische Landschaft. Zu seinen Lieblingsmotiven wurde die Schwäbische Alb, das Laucherttal, sowie die Gegend um Rottenburg, besonders Bad Niedernau. Zu seinen weiteren Motiven gehörten u. a. der Bodensee, das Filstal und das Neckartal.
Am 19. Juli heiratete Schickhardt Alice von Redwitz geb. Hückel (* 9. Juni 1867; † 22. Oktober 1933), eine junge Witwe und die Tochter des Vorstandschefs der Württembergischen Sparkasse Bernhard Hückel. Seit der Heirat wohnte das Paar in dem Geburtshaus der Frau in der Schloßstraße 33/1, wo Karl Schickhardt sich sein Atelier einrichtete.
Am Anfang des 20. Jahrhunderts war Schickhardt sehr populär. „Es galt eine Zeitlang fast zum guten Ton, einen ,echten Schickhardt’ im Salon oder im Boudoir hängen zu haben.“ Seit etwa 1907 war Schickhardt Mitglied des Verwaltungsrates des Württembergischen Kunstvereins. In Anbetracht seiner Leistungen wurde Schickhardt am 25. Februar 1911 vom König Wilhelm II. der Titel eines Professors verliehen.
Zu seinen Lebzeiten nahm Schickhardt an mindestens zwei Ausstellungen der zeitgenössischen Heimatmalerei teil:
- 1914 Ausstellung in Rottenburg, besucht u. a. vom König, wo 47 Gemälde Schickhardts gezeigt wurden
- 1927 Ausstellung des Württembergischen Kunstvereins in Stuttgart.[4]

In seinen späten Jahren war er häufig in Stuttgart bei seinen Spaziergängen mit dem Hündchen Stumperle zu sehen. Er nahm auch gern am Herrenstammtisch im Hindenburgbau teil.

### Nachlass
Karl Schickhardt wurde am 9. Februar 1933 im Pragfriedhof beigesetzt. Im gleichen Grab wurde seine acht Monate später verstorbene Ehefrau, Alice Schickhardt, beerdigt. Das Grab wurde 1959 aufgelöst.
Da Schickhardt von Haus aus wohlhabend war, war er nicht darauf angewiesen, seine Gemälde zu verkaufen. Er trennte sich nicht gern von seinen Werken, so dass nach seinem Tod die meisten Arbeiten – von intimen Ölskizzen bis zu großen Wandgemälden – insgesamt mehrere hundert, in seinem Nachlass waren. Schickhardts Witwe beauftragte dessen engen Freund, den Stuttgarter Historiker Gustav Weis, mit der Regelung des Nachlasses. Dieser veranlasste eine Auktion bei der Kunsthandlung Otto Greiner, der eine kurze Gedächtnisausstellung (22. April – 1. Mai 1933) im Oberen Museum voranging. Die Versteigerung fand am 2. und 3. Mai statt. Zwar befinden sich einige seiner Werke in der Württembergischen Staatsgalerie, Städtischen Galerie Albstadt, in einigen Schulen und Rathäusern, doch die meisten sind zerstreut im Privatbesitz.
Zu Ehrung seiner Verdienste „als Gönner des Bades Niedernau und Herold unserer Gegend“ wurde bereits 1912 am Albvereinsweg Niedernau – Wittlichblick – Rottenburg an einer attraktiver Stelle ein „Schickhardtblick“ hergerichtet. In Bad Niedernau, wo Schickhardt während vieler Jahre zusammen mit seiner Frau Sommermonate verbrachte, gibt es jetzt zu seiner Erinnerung eine Schickhardtstraße. Im ehemaligen Kurhotel in Bad Niedernau gibt es eine Schickhardtstube, wo die Erinnerung an ihn wach gehalten wird.

### Bedeutung
Schickhardts Technik ist voller Bravour und verfügt über raffinierte Mittel, weiß besonders auch das Pastell und die Tempera, diese selbst im Ölbild, zu verwenden, bald für Untermalungen, bald offen für die Luft, auf der die Wolken stehen, und das Wasser.
Schickhardt hatte eine Gabe der genauen Naturbeobachtung und in seinen impressionistischen Gemälden zeichnete fein und treffend das Gelände, gab prachtvoll Wuchs und Laubfärbung der Bäume wieder.

## Bekannte Werke
- Wurmlinger Kapelle
- Märzschnee
- Frühling
- Junge Eichen
- Farrenberg (Monumentalbild)
- Uferstück am Bodensee
- Neckar bei Rottenburg
- Überschwemmung
- 1924 Stenglesche Mühle in Bad Niedernau
- Stürmische Landschaft